# Baie de Botnie
Ne doit pas être confondu avec Mer de Botnie ou Golfe de Botnie.
La baie de Botnie, en finnois Perämeri, en suédois Bottenviken, est une baie du golfe de Botnie, en mer Baltique. Elle se situe entre la Suède à l'ouest et la Finlande à l'est, dans la partie nord du golfe de Botnie et communique par le Kvarken avec la mer de Botnie située au sud.

## Limites maritimes
Dans la quatrième édition de son document S-23 « Limites des Océans et des Mers » l'Organisation hydrographique internationale propose de définir les limites de la baie de Botnie de la façon suivante:
Note : cette édition n'ayant pas été approuvée à la majorité, les limites sont uniquement données à titre de renseignement.
- À l'est, au nord et à l'ouest : les côtes de Suède et de Finlande, depuis la pointe méridionale de la péninsule d'Holmsund (63° 40′ 12″ N, 20° 23′ 32″ E), en Suède, en direction du nord-est, puis vers l'est et le sud-ouest, jusqu'à la pointe sud-ouest de la péninsule d'Iskmo, en Finlande.
- Au sud : une ligne en direction du nord-ouest joignant la pointe sud-ouest de la péninsule d'Iskmo (63° 14′ 25″ N, 21° 31′ 43″ E), en Finlande, à la pointe sud de la péninsule d'Holmsund, en Suède (63° 40′ 12″ N, 20° 23′ 32″ E).

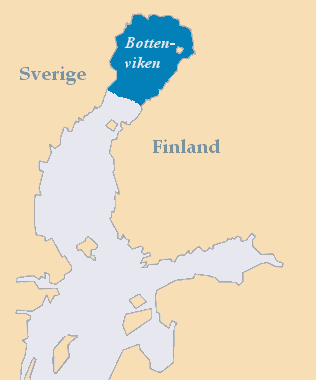
Carte de localisation de la baie de Botnie dans la mer Baltique.